# Коксун
Коксун (каз. Көксу) — село в Абайском районе Карагандинской области Казахстана. Административный центр Коксунского сельского округа. Находится к западу от Шерубайнуринского водохранилища, примерно в 22 км к юго-западу от города Абай, административного центра района. Код КАТО — 353253100.

## История
Село Коксун свой отчет ведет с 1941 года, когда был основан участок с таким названием, вошедший в состав 7-го Джартасского отделения системы исправительно — трудовых колоний КарЛАГ, в которых находилось около 2 млн заключенных, в основном политических, так называемых «врагов народа». Эта система возникла в 30-е годы прошлого столетия с целью создания крупной продовольственной базы для развивающейся угольно — металлургической промышленности центрального Казахстана. В самом Коксуне и вокруг располагалась целая сеть лагерей.
12 апреля 1968 года был создан совхоз Коксунский, ставший впоследствии одним из успешных хозяйств области овоще — молочного направления.

## Население
В 1999 году численность населения села составляла 639 человек (305 мужчин и 334 женщины). По данным переписи 2009 года, в селе проживало 632 человека (272 мужчины и 360 женщин).